# 舍夫鲁 (沃州)
舍夫鲁（法語：Chevroux）是瑞士联邦西部法语区的沃州下设的一个镇。在行政上属于布罗瓦-维利区管辖。舍夫鲁的总面积为4.37平方公里。截至2010年底，总人口为403。

## 地理
舍夫鲁位于纳沙泰尔湖东南岸。